# Kahogo no Kahoko
Kahogo no Kahoko (過保護のカホコ lit. Sobreprotegida Kahoko?) es una serie de televisión japonesa emitida por Nippon Television desde el 12 de julio hasta el 13 de septiembre de 2017, protagonizada por Mitsuki Takahata, Ryoma Takeuchi, Hitomi Kuroki y Saburō Tokitō. El guion fue escrito por Yukawa Kazuhiko, que trabajó en numerosos dramas exitosos como 'El aula de la reina' (2015) y 'Mita el ama de casa' (2011).

## Argumento
Kahoko Nemoto (Mitsuki Takahata) es un estudiante universitario ingenuo de 21 años. Ella confía en su madre, Izumi (Hitomi Kuroki), para todo en su vida. Su madre la despierta todos los días, recoge su ropa, mientras que Kahoko Nemoto nunca ha hecho tareas domésticas ni ha conducido un automóvil. Un día, Kahoko Nemoto conoce a un joven que creció en un ambiente completamente opuesto.

## Elenco
- Mitsuki Takahata como Kahoko Nemoto.
- Hitomi Kuroki como Izumi Nemoto.
- Saburō Tokitō como Masataka Nemoto.
- Ryoma Takeuchi como Hajime Mugino.
- Tokuma Nishioka como Fukushi Namiki.
- Yoshiko Mita como Shodai Namiki.
- Mari Nishio como Takashi Namiki.
- Atom Shukugawa como Atsushi Namiki.
- Hiroko Nakajima como Tamaki Namiki.
- Jiro Sato como Mamoru Namiki.
- Sayu Kubota como Ito Namiki.
- Masayo Umezawa como Tae Nemoto.
- Sei Hiraizumi como Masaoki Nemoto.
- Mari Hamada como Noriko Nemoto.